# Eschbach (Wupper)
| Zuläufe und Bauwerke \| Eschbach \| Eschbach \| Eschbach \| \| --------------------------- \| -------- \| ---------------------------- \| \| Legende \| \| \| \| Remscheid \| \| Remscheid \| \| \| \| \| \| \| \| Wermelskirchen \| \| \| \| Borner Siefen \| \| Kückesbecke \| \| \| \| \| \| Töckelhausener Bach \| \| Eschbachtalsperre \| \| \| \| Stocker Bach \| \| \| \| \| \| Daffegraben \| \| \| \| Brudersiefen \| \| \| \| \| \| Tenter Bach \| \| \| \| \| \| Stauteich Mebusmühle \| \| \| \| Lüffringhauser Bach \| \| \| \| \| \| Berghauser Bach \| \| \| \| \| \| Freibad Strandbad \| \| Strandbadsiefen \| \| \| \| \| \| Obergraben Dorfmüllershammer \| \| \| \| \| \| \| \| Wellersiepen \| \| \| \| \| \| \| \| Höllenbach \| \| Falkenberger Bach \| \| \| \| \| \| \| \| Preyersmühler Bach \| \| Preyersmühle \| \| \| \| \| \| \| \| \| \| Teichumleitung Preyersmühle \| \| \| \| \| \| Heintjesmühlenbach \| \| Fischteich \| \| \| \| \| \| Pohlhausener Bach \| \| Nebenarm (Klosterwiesen) \| \| \| \| Fischteich \| \| \| \| \| \| \| \| Fischteich \| \| \| \| Fischteich \| \| \| \| \| \| Heintjeshammer \| \| \| \| Sitberger Siefen \| \| \| \| Obergraben Zurmühle \| \| Stöckenberger Bach \| \| \| \| \| \| Suertener Siefen \| \| Voßsiepen \| \| \| \| \| \| Stauteich Zurmühle \| \| Schuerensiepen \| \| Zurmühle \| \| \| \| \| \| Stauteich \| \| Heienbrucher Hammer \| \| \| \| Conertsiefen \| \| Obergraben Heienbrucher H. \| \| \| \| \| \| \| \| Uelinger Siepen \| \| \| \| Stauteich \| \| Neuenhammer \| \| Ehringhauser Bach \| \| \| \| \| \| \| \| Stauteich \| \| Aschenberger Bach \| \| \| \| Altenhammer \| \| \| \| Aschenbergbach \| \| Stauteich \| \| Johanneskotten \| \| \| \| Solingen \| \| \| \| \| \| Lobach \| \| Hüttenhammer \| \| Hüttenhammer Siefen \| \| \| \| \| \| \| \| Kellershammer Siefen \| \| \| \| Solingen \| \| \| \| \| \| \| \| \| \| \| \| \| \| Neuenhammer \| \| \| \| \| \| \| \| Obergraben Luhnshammer \| \| Stauteich \| \| Luhnshammer \| \| \| \| \| \| \| \| Hilgensiefen \| \| \| \| Sellscheider Bach \| \| Westhausener Bach \| \| \| \| Freedbach \| \| \| \| \| \| Troogbach \| \| \| \| Schloss Burg \| \| Wupper \| \| \| |  |                              |
| Eschbach |  |                              |
| Legende |  |                              |
| Remscheid |  | Remscheid                    |
| |  |                              |
| |  | Wermelskirchen               |
| |  | Borner Siefen                |
| Kückesbecke |  |                              |
| |  | Töckelhausener Bach          |
| Eschbachtalsperre |  |                              |
| Stocker Bach |  |                              |
| |  | Daffegraben                  |
| |  | Brudersiefen                 |
| |  |                              |
| Tenter Bach |  |                              |
| |  | Stauteich Mebusmühle         |
| |  | Lüffringhauser Bach          |
| |  |                              |
| Berghauser Bach |  |                              |
| |  | Freibad Strandbad            |
| Strandbadsiefen |  |                              |
| |  | Obergraben Dorfmüllershammer |
| |  |                              |
| |  | Wellersiepen                 |
| |  |                              |
| |  | Höllenbach                   |
| Falkenberger Bach |  |                              |
| |  |                              |
| Preyersmühler Bach |  | Preyersmühle                 |
| |  |                              |
| |  |                              |
| Teichumleitung Preyersmühle |  |                              |
| |  | Heintjesmühlenbach           |
| Fischteich |  |                              |
| |  | Pohlhausener Bach            |
| Nebenarm (Klosterwiesen) |  |                              |
| Fischteich |  |                              |
| |  |                              |
| Fischteich |  |                              |
| Fischteich |  |                              |
| |  | Heintjeshammer               |
| |  | Sitberger Siefen             |
| |  | Obergraben Zurmühle          |
| Stöckenberger Bach |  |                              |
| |  | Suertener Siefen             |
| Voßsiepen |  |                              |
| |  | Stauteich Zurmühle           |
| Schuerensiepen |  | Zurmühle                     |
| |  |                              |
| Stauteich |  | Heienbrucher Hammer          |
| |  | Conertsiefen                 |
| Obergraben Heienbrucher H. |  |                              |
| |  |                              |
| Uelinger Siepen |  |                              |
| Stauteich |  | Neuenhammer                  |
| Ehringhauser Bach |  |                              |
| |  |                              |
| Stauteich |  | Aschenberger Bach            |
| |  | Altenhammer                  |
| |  | Aschenbergbach               |
| Stauteich |  | Johanneskotten               |
| |  | Solingen                     |
| |  |                              |
| Lobach |  | Hüttenhammer                 |
| Hüttenhammer Siefen |  |                              |
| |  |                              |
| Kellershammer Siefen |  |                              |
| Solingen |  |                              |
| |  |                              |
| |  |                              |
| |  | Neuenhammer                  |
| |  |                              |
| |  | Obergraben Luhnshammer       |
| Stauteich |  | Luhnshammer                  |
| |  |                              |
| |  | Hilgensiefen                 |
| |  | Sellscheider Bach            |
| Westhausener Bach |  |                              |
| Freedbach |  |                              |
| |  | Troogbach                    |
| |  | Schloss Burg                 |
| Wupper |  |                              |

Der Eschbach ist ein linksseitiger Bach der Wupper in Remscheid und Solingen-Burg. Er fließt durch das Eschbachtal und wird in der Eschbachtalsperre gestaut.

## Geographie

### Verlauf
Der Eschbach entspringt im Stadtgebiet von Remscheid bei Bergisch Born, bildet von der Eschbachtalsperre bis kurz vor Solingen-Burg die Stadtgrenze mit dem südlich gelegenen Wermelskirchen und mündet in Unterburg (Solingen) in die Wupper.

Der Eschbach von der Quelle bis zur Mündung
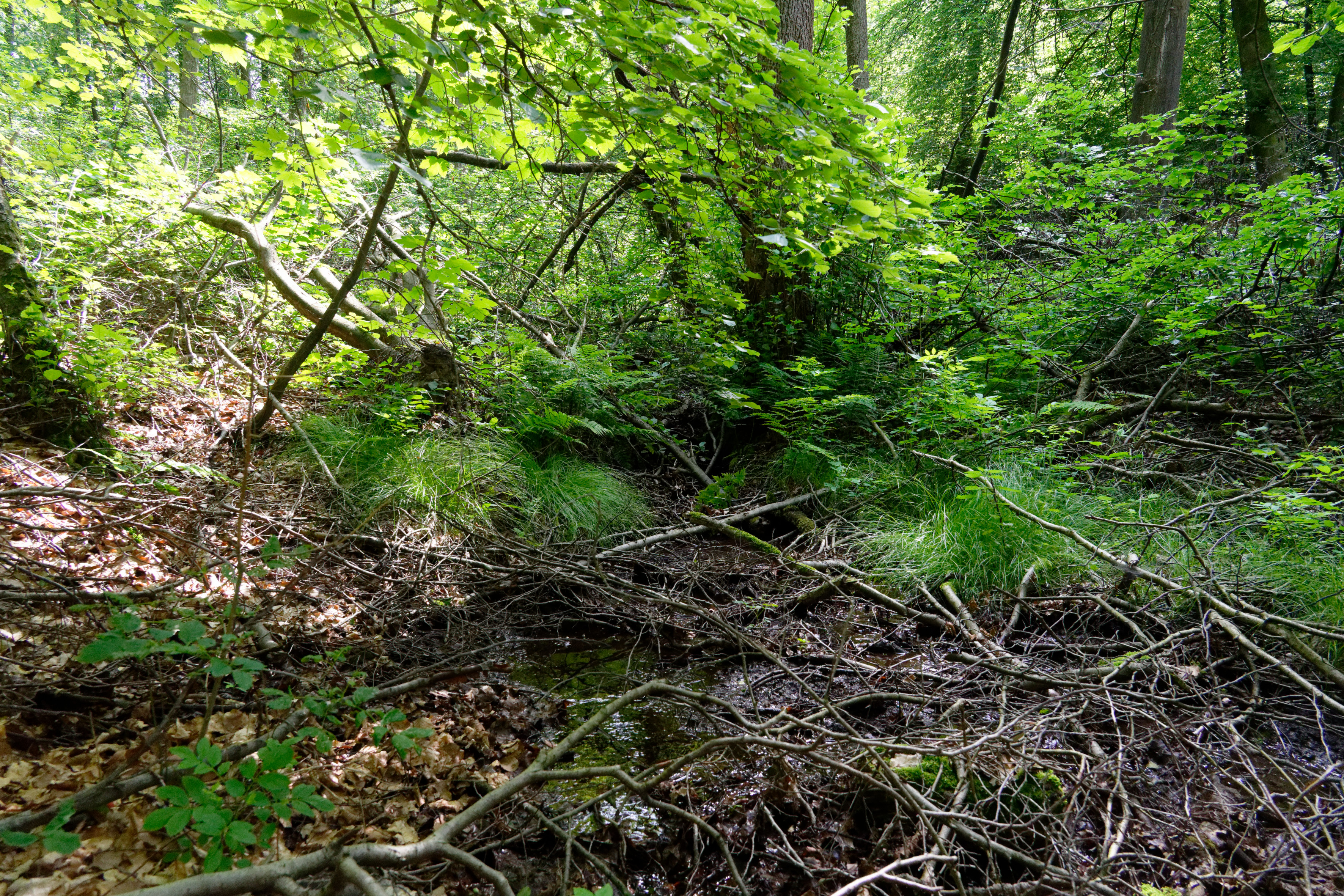
Quelle des Eschbach
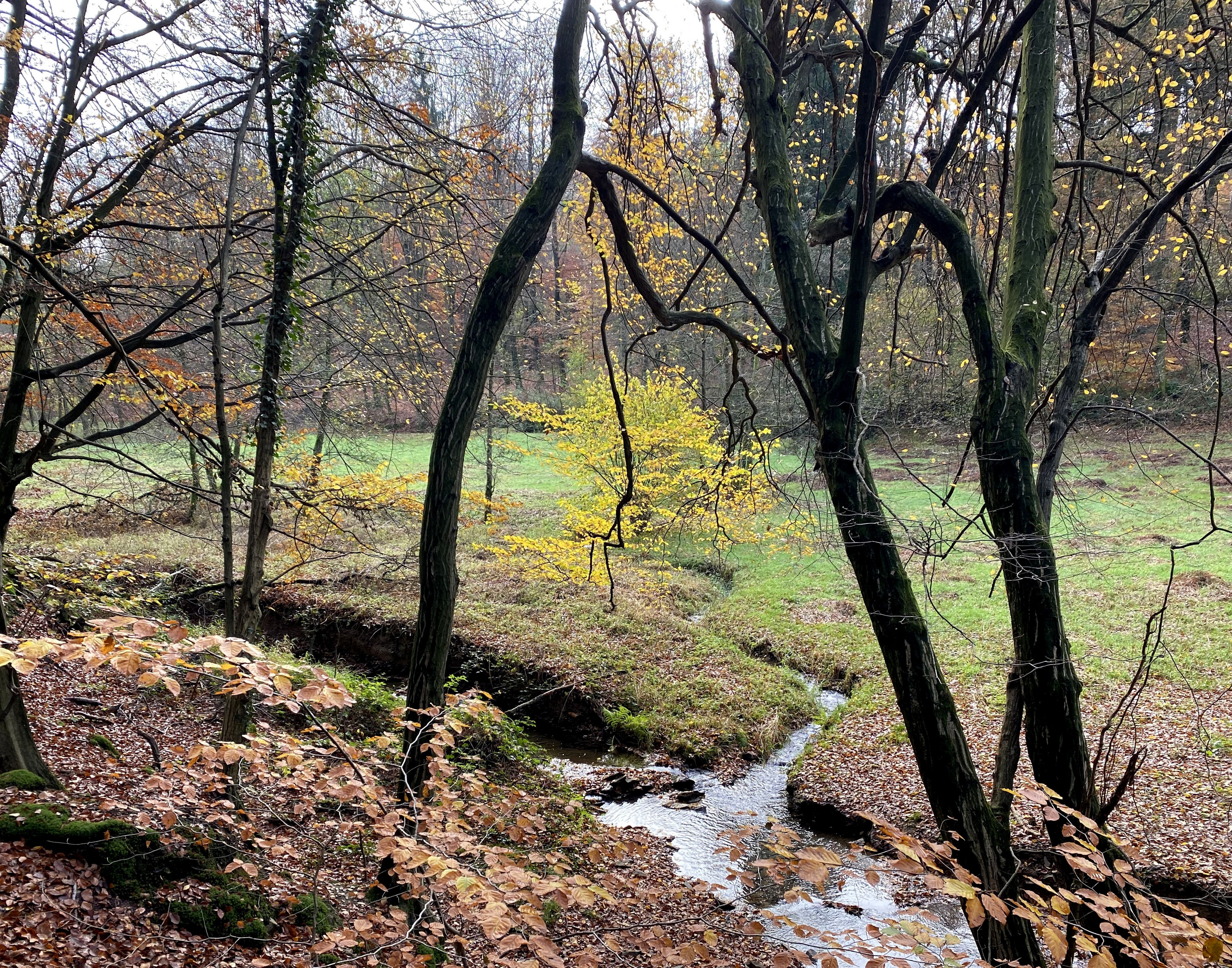
Mündung Töckelhauser Bach in den Eschbach (NSG)
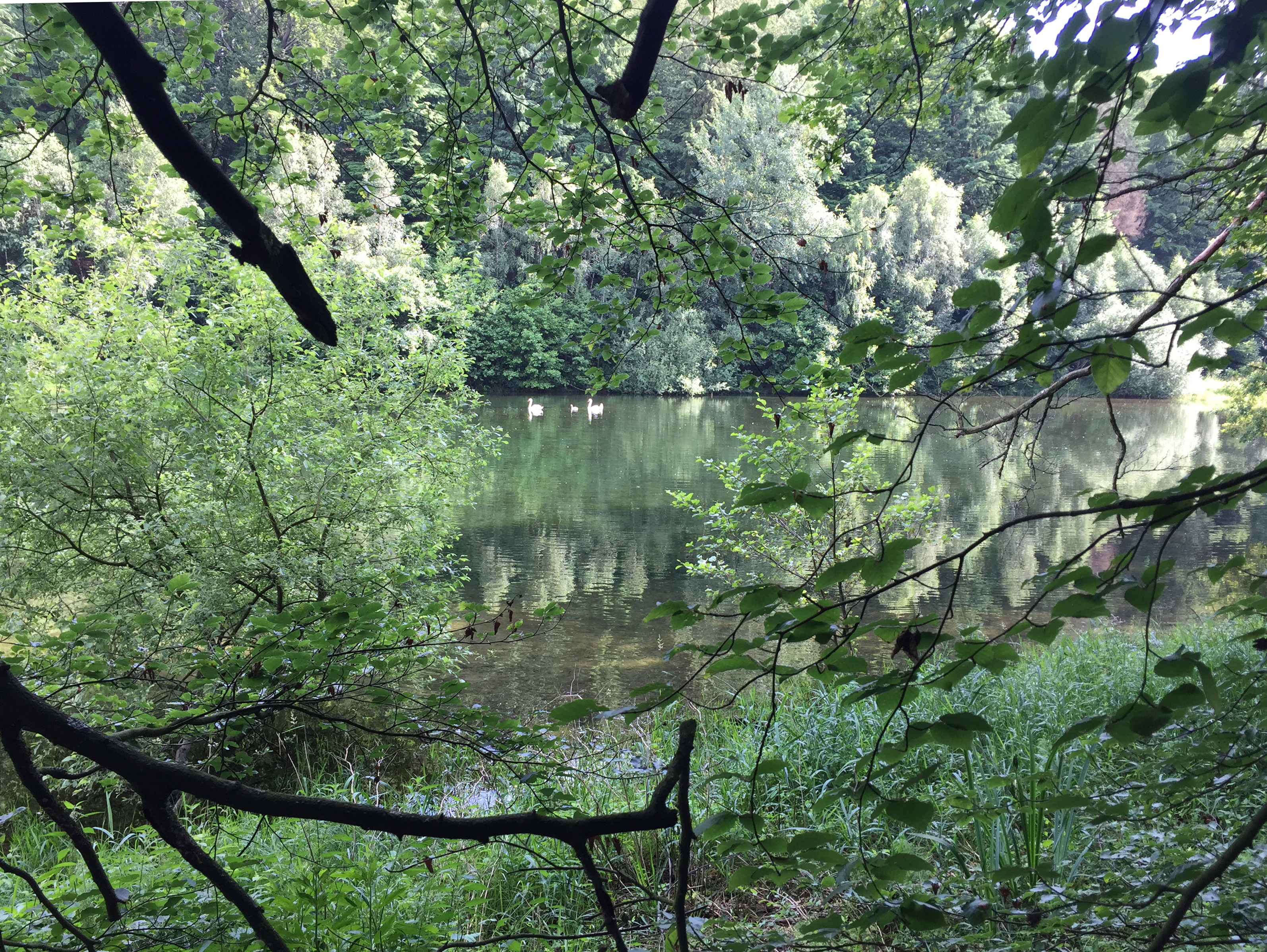
Einlaufgebiet Eschbachtalsperre
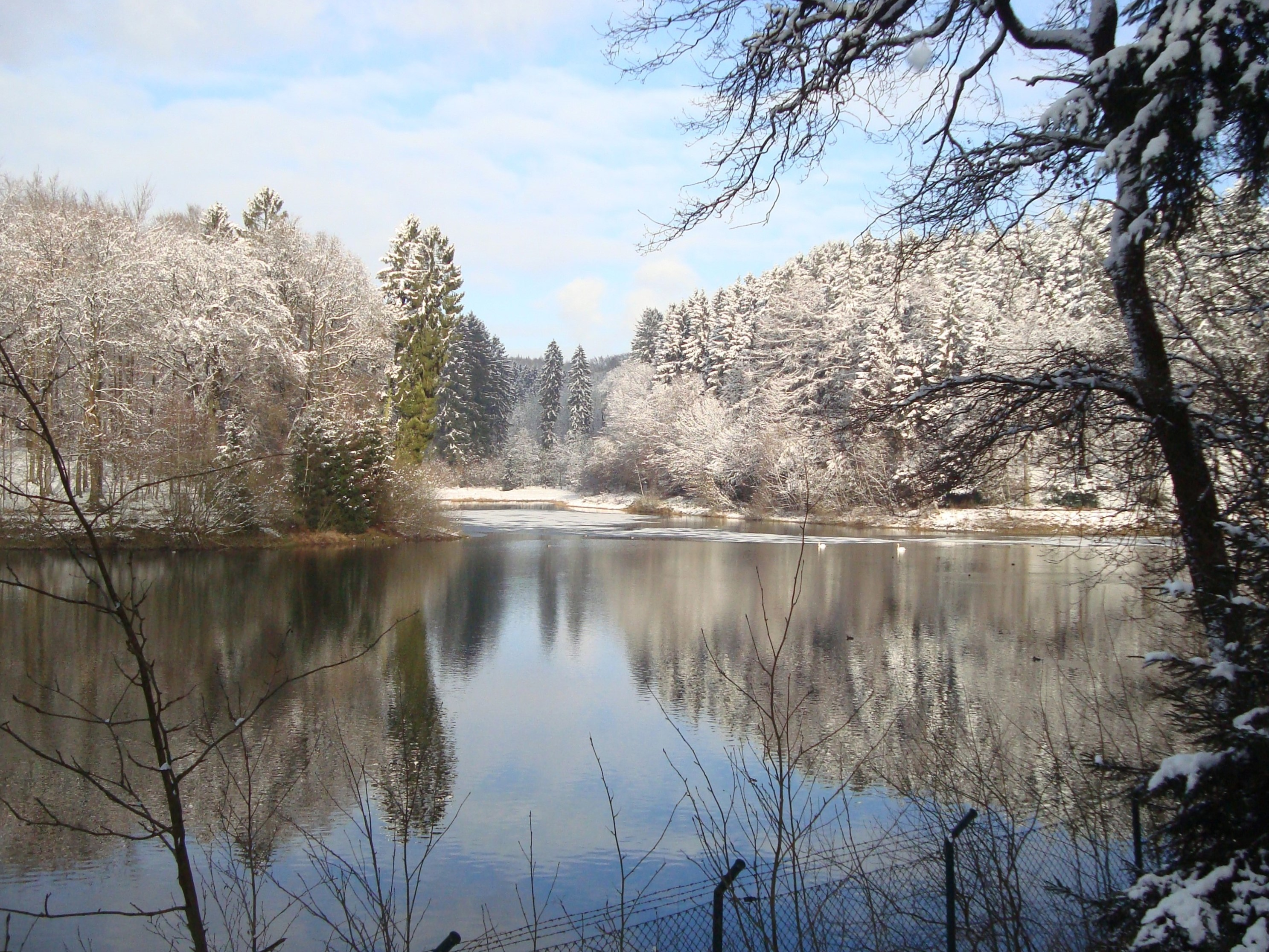
Eschbachtalsperre im Winter
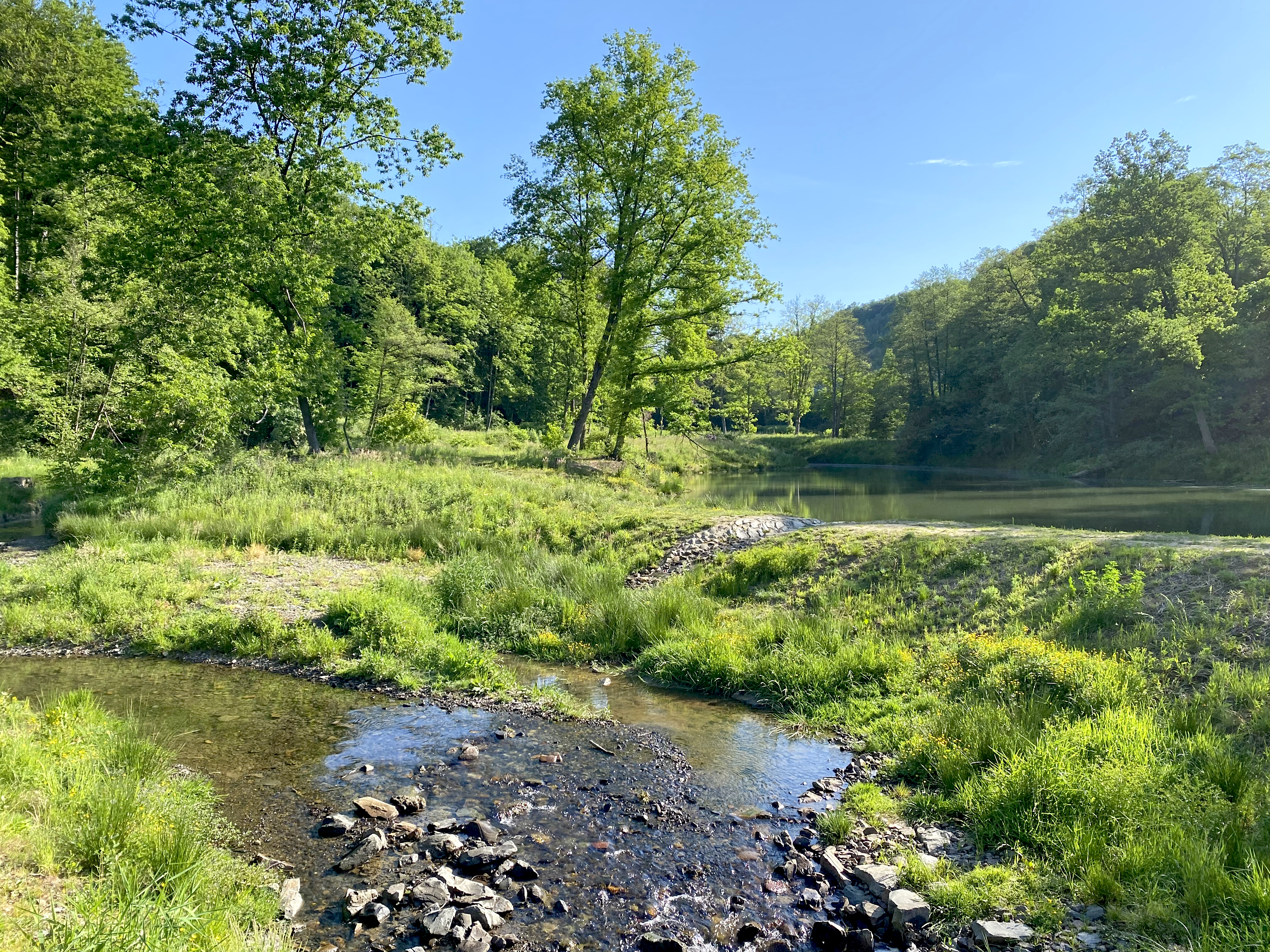
Eschbach umfließt den neuen Schwanenteich (Mai 2022)
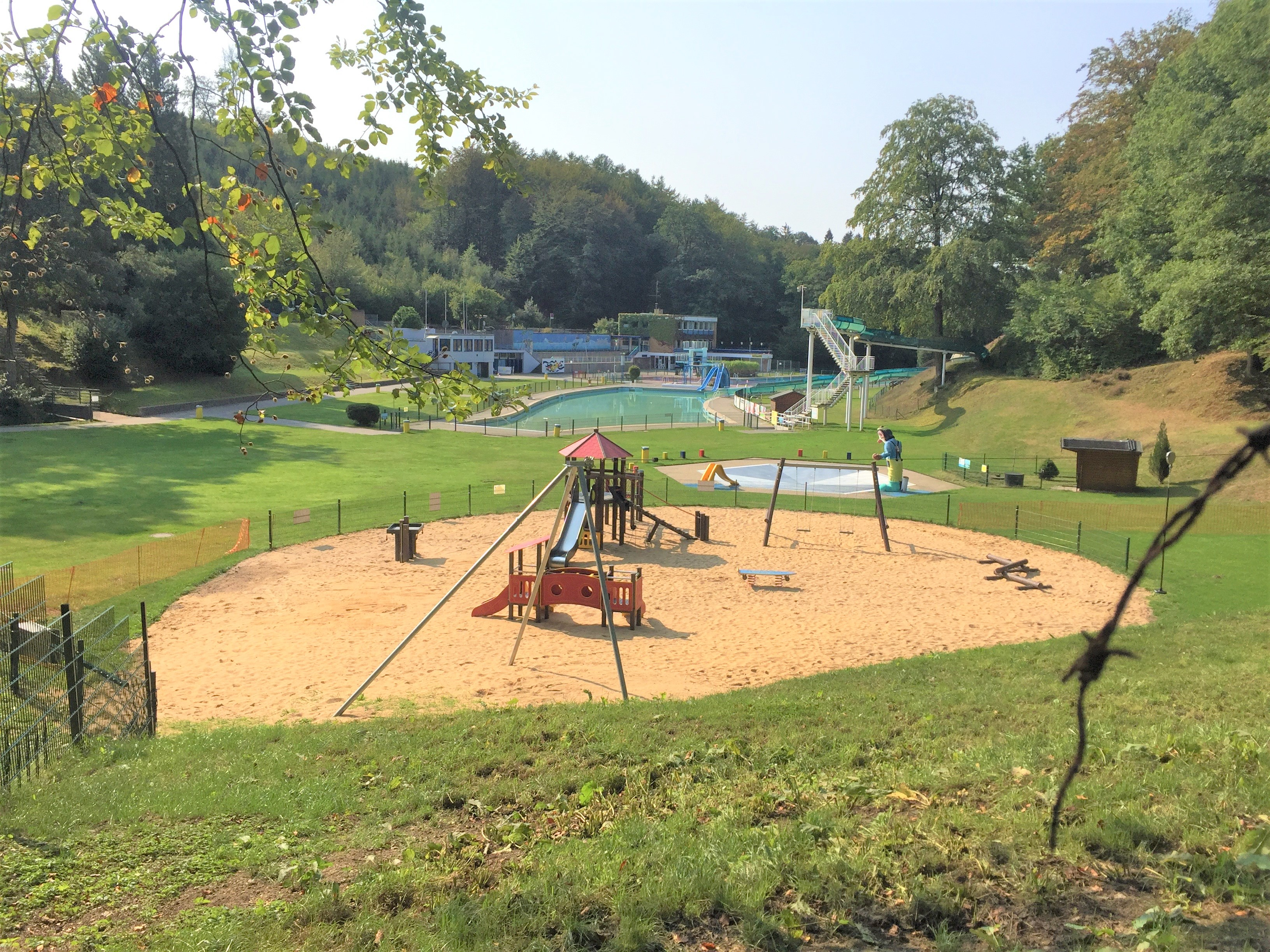
Das Freibad wurde mehrmals vom Eschbach überschwemmt
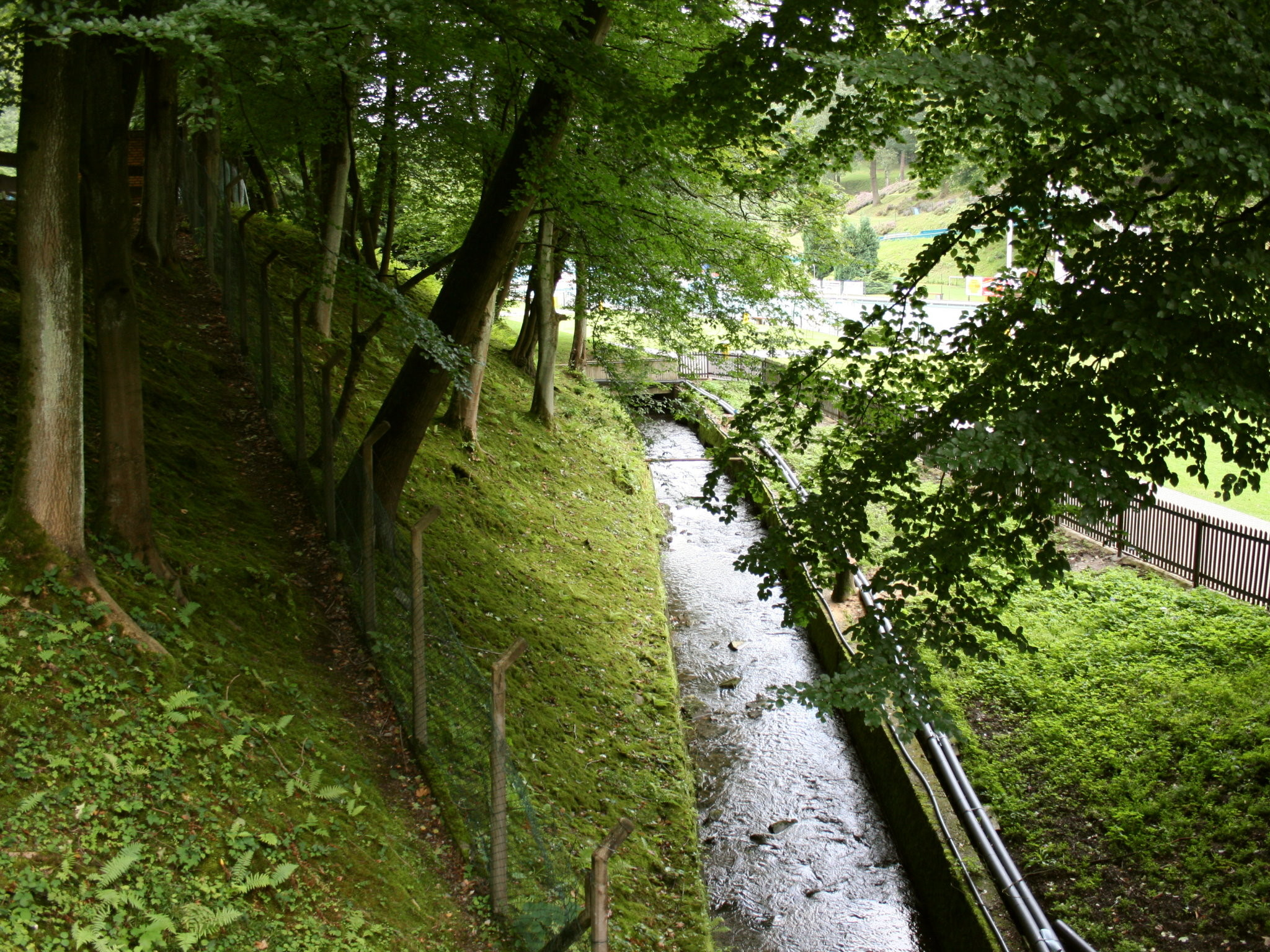
Eschbach fließt am Freibad unterirdisch
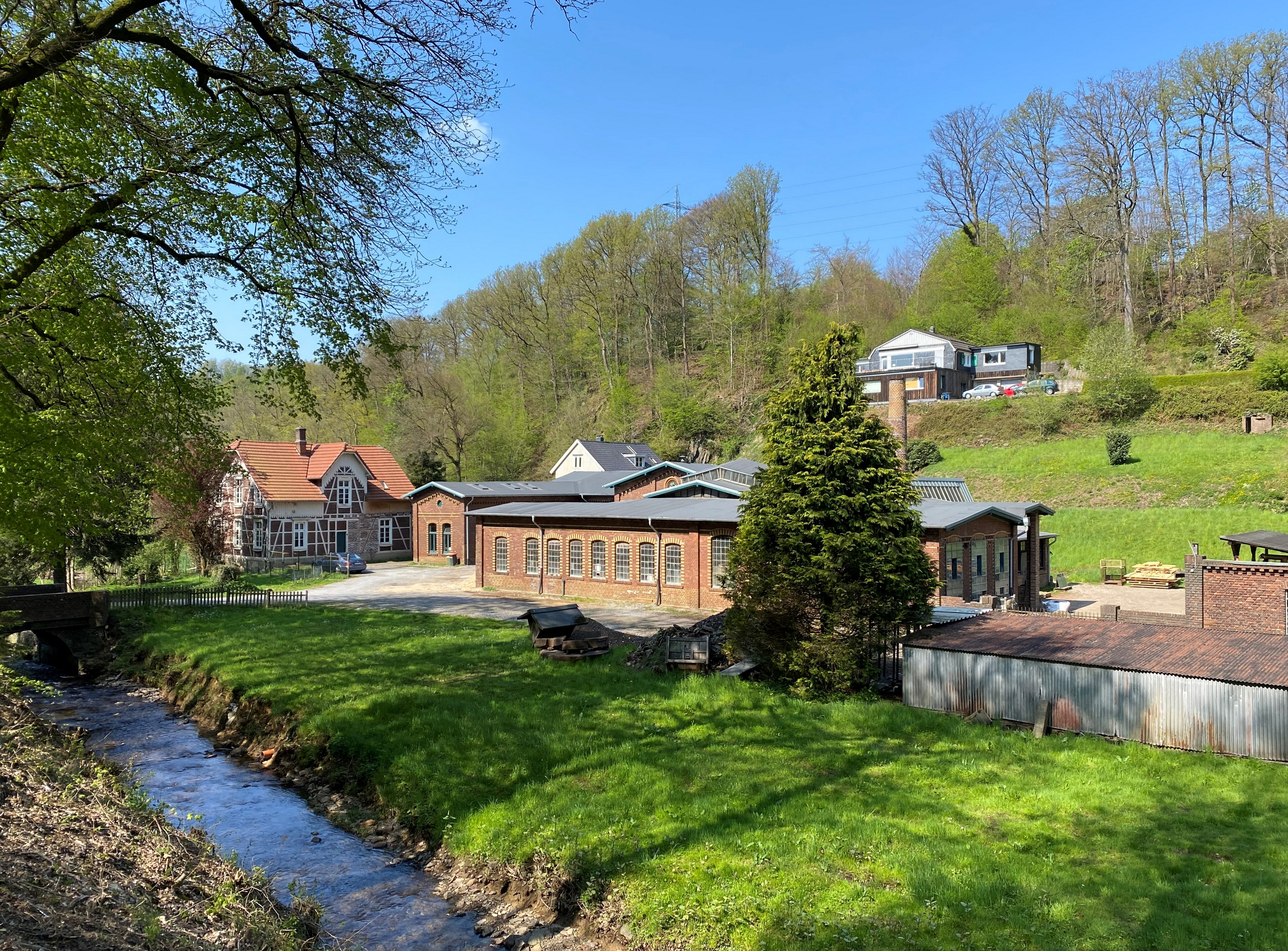
Eschbach bei der ehem. Feilenfabrik Ehlis (Remscheid)
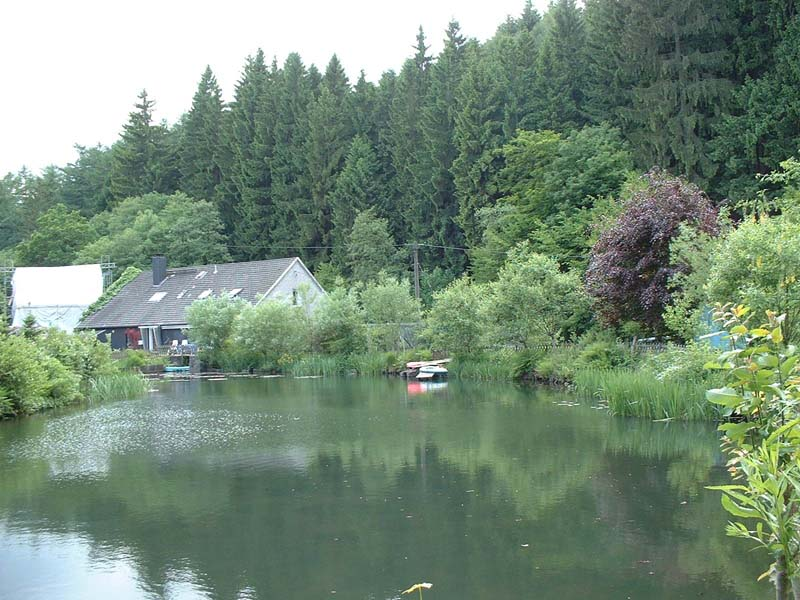
Stauteich und Teile des ehemaligen Hammerwerkes Zurmühle
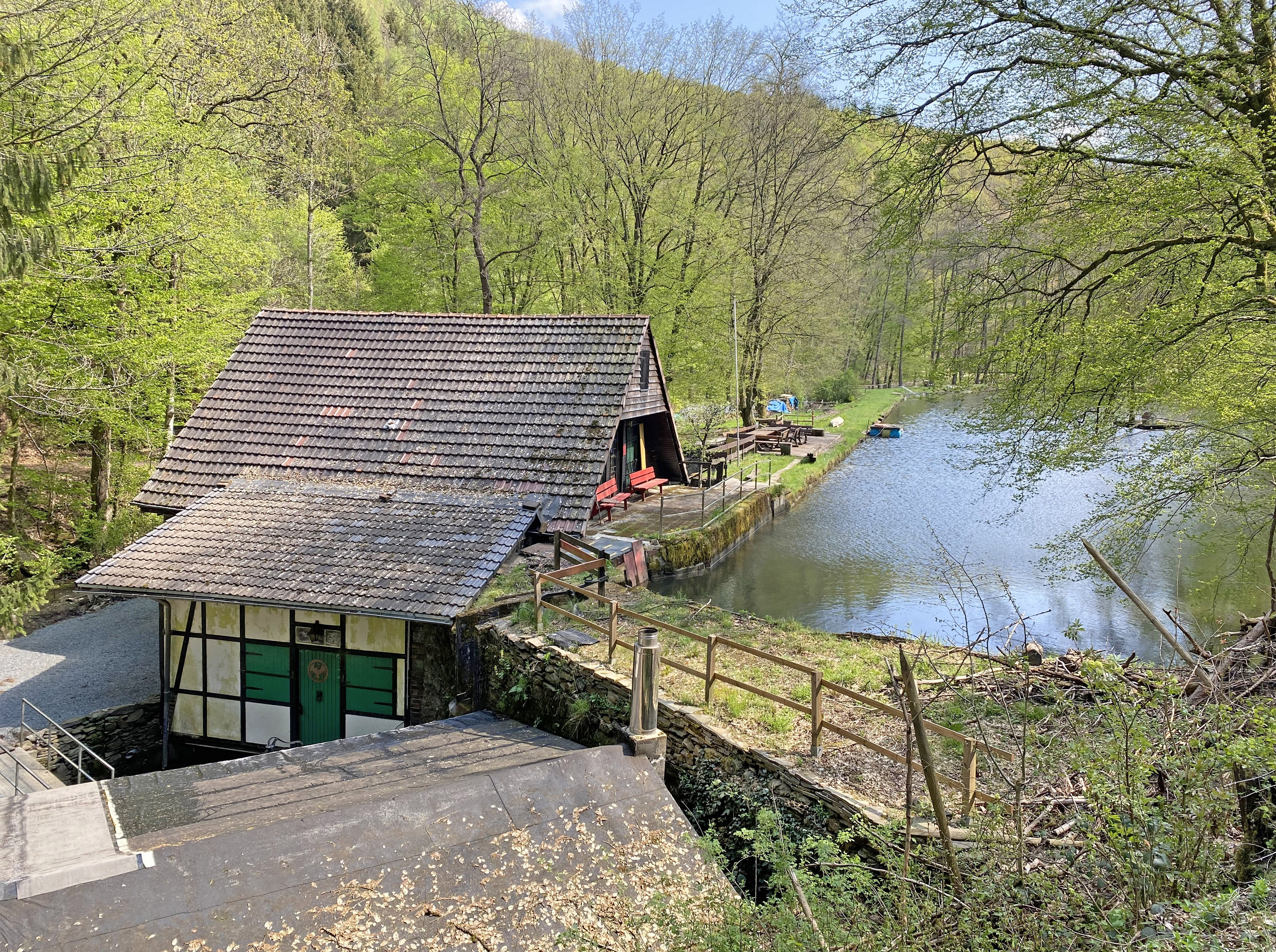
Johanneskotten am Eschbach (Wermelskirchen)
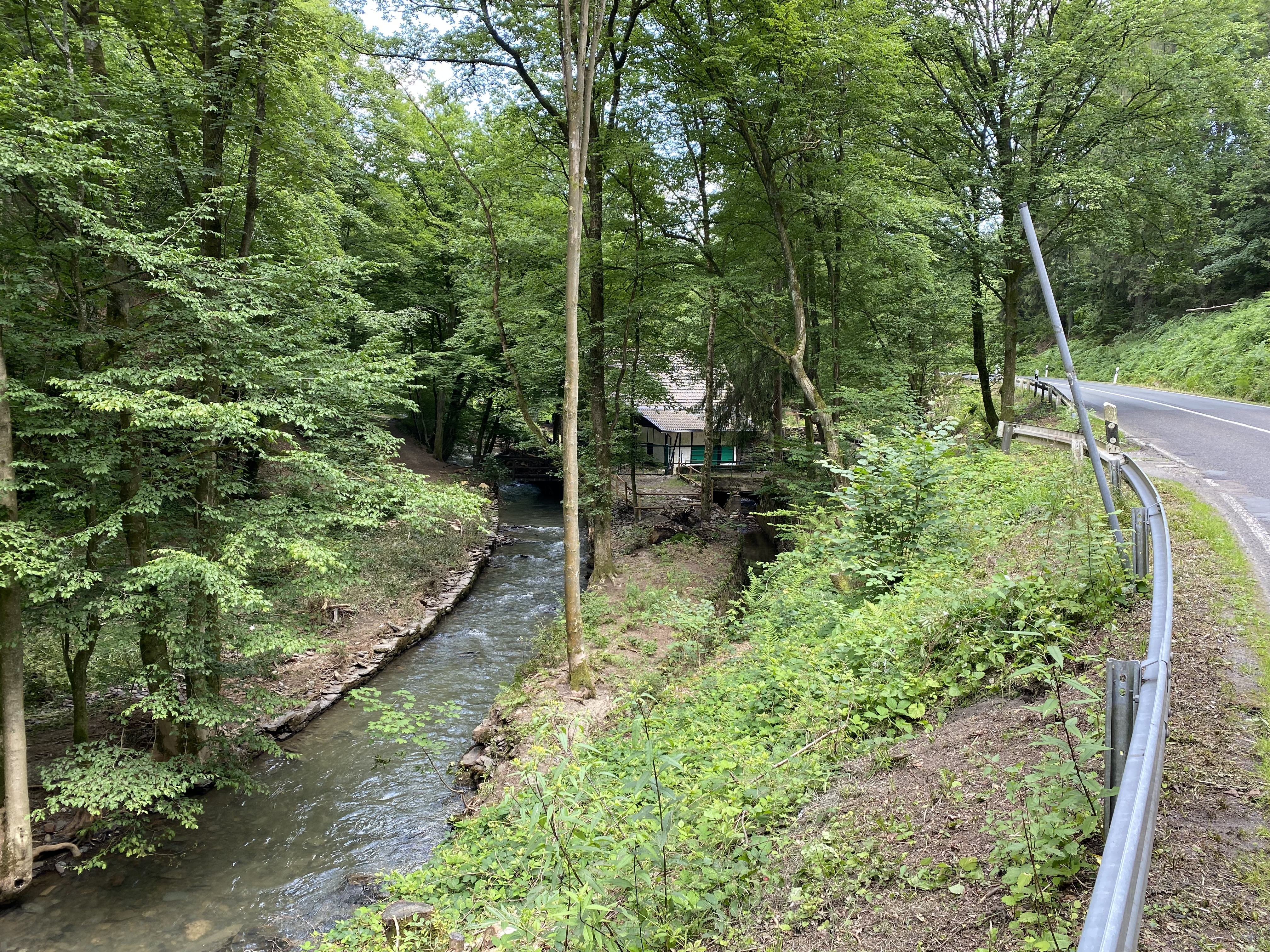
Der Eschbach beim Johanneskotten, begleitet von der Eschbachtalstraße.
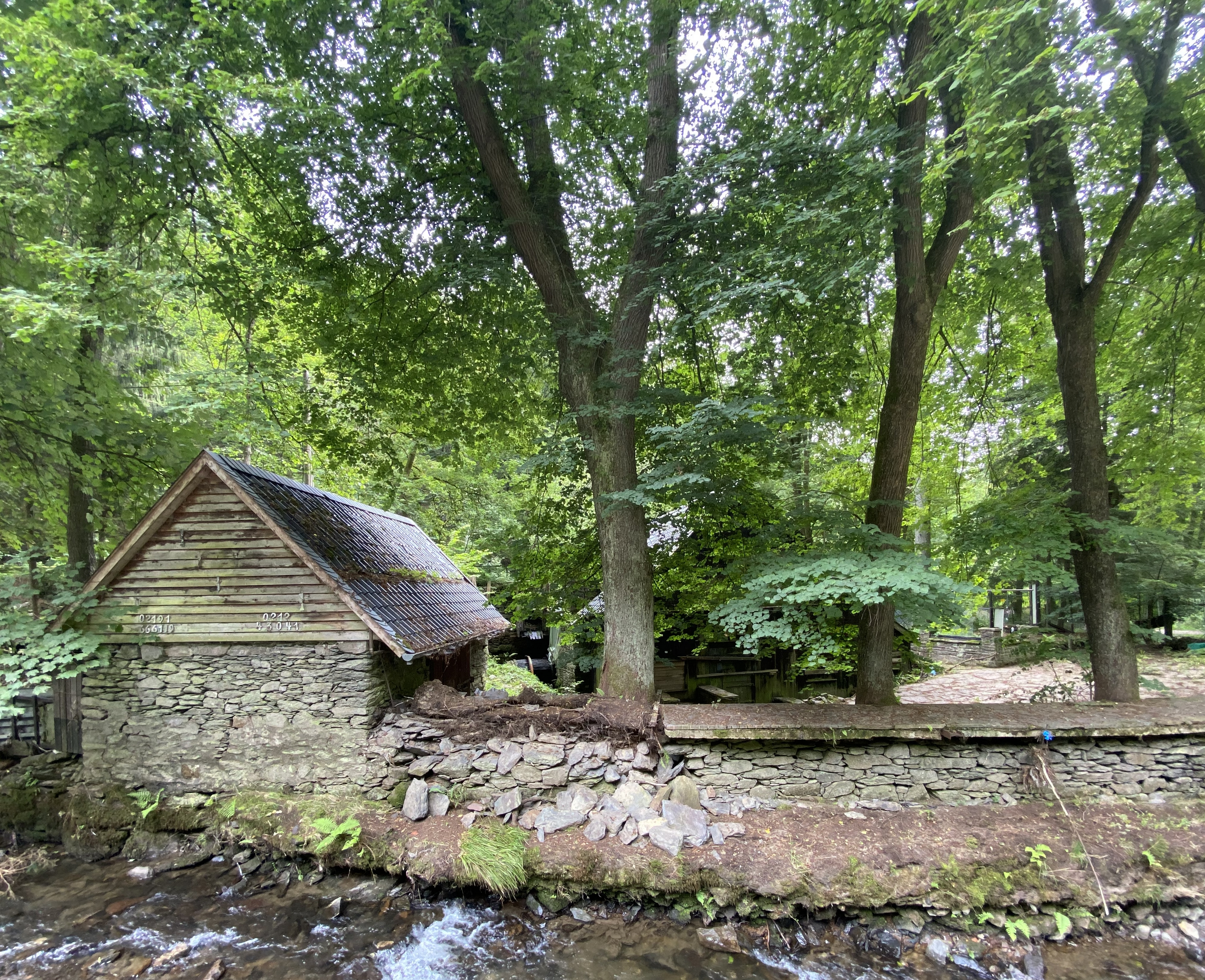
Eschbach am Luhnshammer bei Burgtal
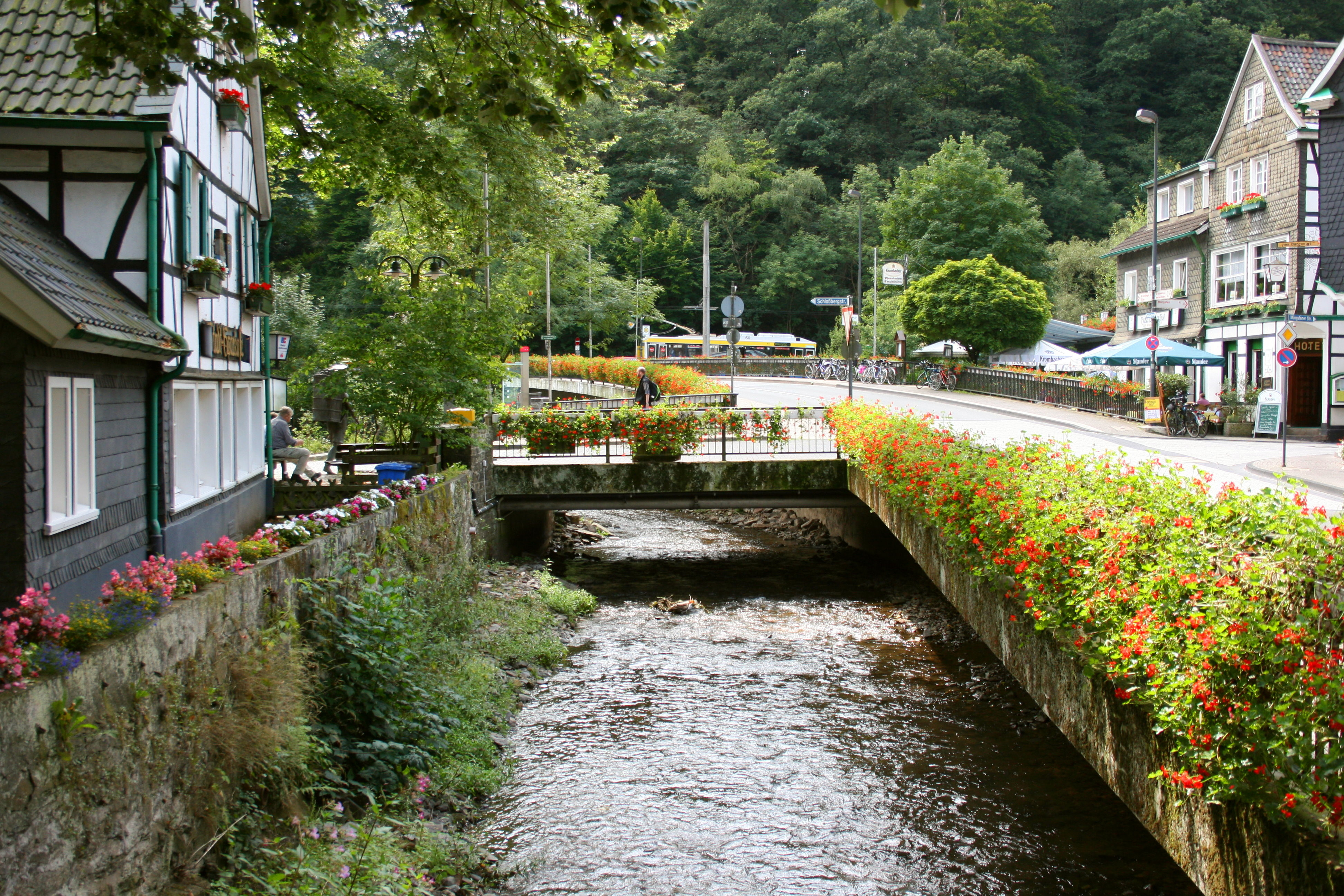
Eschbach unmittelbar vor der Mündung in die Wupper (Unterburg)

### Zuflüsse
- Borner Siepen[4] (links), 0,4 km
- Kückesbecke (rechts), 0,6 km, 0,22 km², 5,69 l/s
- Töckelhausener Bach (links), 1,7 km, 0,96 km², 24,89 l/s
- Stöcker Bach (rechts), 2,2 km, 0,83 km², 21,69 l/s
- Daffegraben[4]  (links), 0,8 km
- Brudersiefen (links), 0,2 km
- Tenter Bach (rechts), 2,3 km, 3,10 km², 84,87 l/s
- Lüffringhauser Bach (links), 1,8 km, 1,55 km², 40,24 l/s
- Berghausener Bach (rechts), 1,3 km, 0,67 km², 17,59 l/s
- Strandbadsiepen[4] (rechts), 0,8 km
- Wellersiepen[4] (links), 0,3 km
- Höllenbach (links), 1,3 km, 1,29 km², 32,57 l/s
- Falkenberger Bach (rechts), 1,4 km, 0,86 km², 22,33 l/s
- Preyersmühlenbach[4] (rechts), 0,5 km
- Heintjesmühlenbach[5] (links), 1,8 km, 2,38 km², 59,22 l/s
- Pohlhausener Bach[4] (links), 0,8 km
- Silberberger Siefen[4] (links), 0,2 km
- Stöckenberger Bach (rechts), 1,3 km, 0,89 km², 22,33 l/s
- Voßsiepen[4] (rechts), 0,4 km
- Schuerensiepen[4] (rechts), 0,4 km
- Conertsiefen[4] (links), 0,3 km
- Uelinger Siepen[4] (rechts), 0,4 km
- Ehringhauser  Bach[4] (rechts), 0,9 km
- Aschenberger Bach (links), 1,7 km, 1,23 km², 29,35 l/s
- Aschenbergbach[4] (links), 0,2 km
- Lobach (rechts), 4,3 km, 8,44 km², 222,57 l/s
- Dreugsiepen[6][4] (rechts), 0,3 km
- Kellershammer Hüttensiepen[4] (rechts), 0,2 km
- Kellershammer Siepen[7][4] (rechts), 0,4 km
- Hilgensiefen[4] (links), 0,2 km
- Sellscheider Bach (links), 1,5 km, 0,92 km², 21,11 l/s
- Westhauser Siepen[8][4] (rechts), 0,5 km
- Freedsiepen[9][4] (rechts), 0,2 km
- Troogbach[4] (links), 0,3 km

## Geschichte
Der Eschbach im Süden von Remscheid ist von seinen Quellen bis zur Mündung in die Wupper nur knapp 12 km lang. Mit seinem Wasserreichtum, hohem Trinkwasseraufkommen und einem Höhenunterschied von 240 m gehörte er im 16. und 17. Jahrhundert zu den durch Wasserkraftanlagen am stärksten frequentierten Bächen Remscheids. Von der Mebusmühle bis zur Einmündung des Lobaches lagen auf einer Strecke von 6 km bis Anfang des 20. Jahrhunderts noch 13 Hammerwerke und Schleifkotten. Nur wenige dieser „Industriestandorte“ werden heute weiter betrieben. Erhalten haben sich zahlreiche Halb- oder Totalwüstungen, die auch heute noch eine Geschichte der Eisenindustrie Remscheids erzählen. Die in der Landschaft erhaltenen Relikte weisen zudem auf die jeweiligen technischen Entwicklungen des Hammerwerkes oder Schleifkottens hin.
Der Eschbach trat im Bereich Unterburg immer wieder über die Ufer und sorgte teils für beträchtliche Hochwasserschäden in dem kleinen Ort, zuletzt in größerem Umfang im Jahr 2007. Im Jahre 2016 begannen nach umfangreichen Vorplanungen die Bauarbeiten für eine Tieferlegung des Eschbachs in diesem Bereich. Im Zuge der Tieferlegung wurden auch die Stützmauern saniert. Um den durch die Tieferlegung künstlich geschaffenen Höhenunterschied für die dort lebenden Tiere passierbar zu machen, wurde eine Fischtreppe gebaut. Die Bauarbeiten konnten nach vier Jahren Bauzeit im Januar 2021 abgeschlossen werden. Trotz dieser Umbaumaßnahmen kam es beim Juli-Hochwasser 2021 wieder zu ganz enormen Überschwemmungsschäden in Unterburg am Eschbach.

## Freizeit
Die Eschbachtalsperre entwickelte sich schon sofort nach ihrer Fertigstellung im Jahre 1891 zum touristischen Hauptziel für Remscheid und Umgebung. Auf zahlreiche Rundwanderwege lässt sich die Umgebung der Talsperre erkunden, wobei der kürzeste am Ufer entlang nur ca. 40 Minuten benötigt. In unmittelbarer Nähe am Nordufer der Talsperre steht das mittelalterliche Steinerne Kreuz, dass an eine  Bluttat um das Jahr 1554 erinnert.  Durch das gesamte Eschbachtal verläuft ein besonders schöner Wanderweg, der auch bei Mountainbike-Radfahrern beliebt ist. Vom Quellgebiet des Eschbaches in Bergisch Born folgt man dem Wanderweg A1 bis zur Staumauer der Eschbachtalsperre, dann schließt sich der 10 km lange Erlebnisweg Eschbach (Wanderzeichen dreieckiges Segel) bis Unterburg an. Wanderparkplätze sind an der Eschbachtalsperre und in Tyrol, an der Stadtgrenze zwischen Remscheid und Solingen. An heißen Sommertagen ist das Freibad im Eschbachtal eine beliebte Attraktion.